# Tali körzet

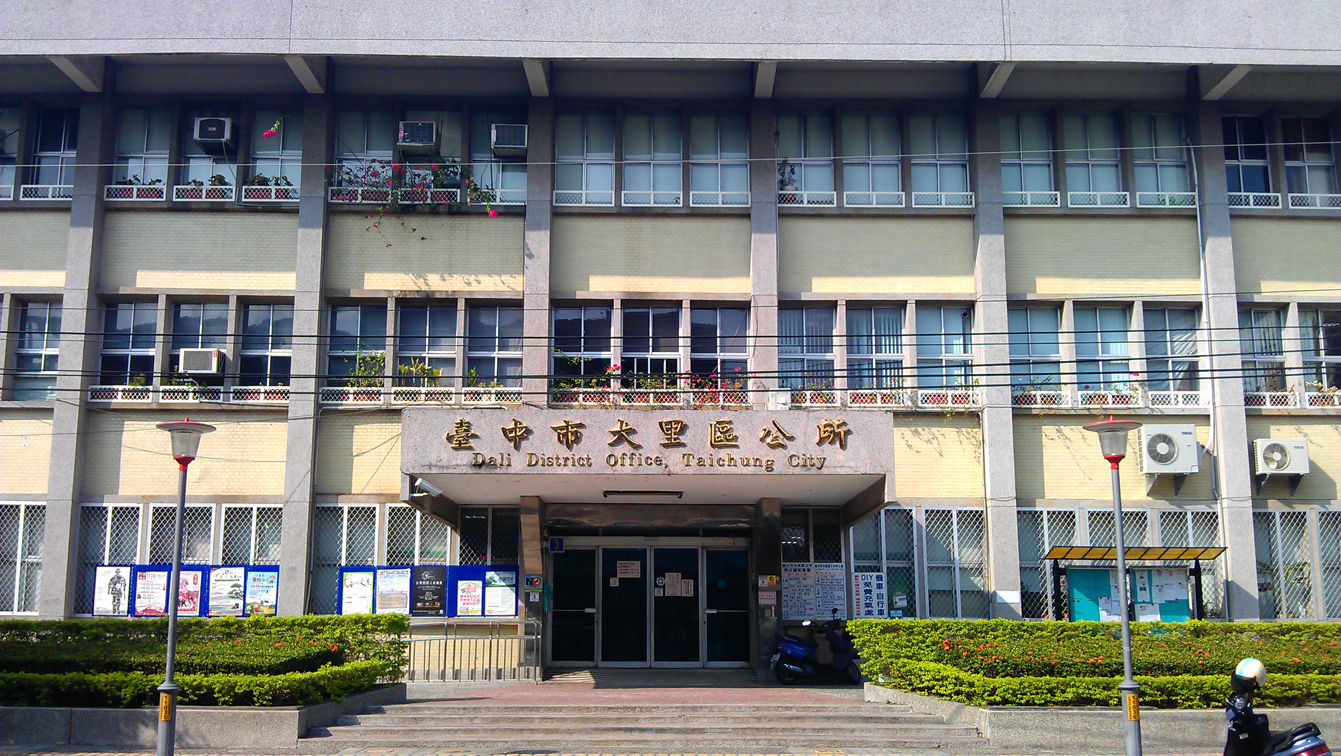
Tali körzeti hivatal

Tali körzet (kínai: 大里區, pinjin: Tali csü) Tajcsung város egyik körzete Tajvanban. A Tali elnevezés a Taj-li-khit (kínai: 大里杙, pinjin: Tāi-lí-khi̍t) kifejezésből ered, amelyben a Taj-li a hoanja bennszülöttekre utal, a khit a bambusz tutajok vitorlájára utal.
Tali hivatalosan 2010. december 25-étől Tajcsung megye egyik körzete.

## Közigazgatási egységei
Tung-hu falu, Hszi-hu falu, Tali falu, Hszin-li falu, Kuo-kuang falu, Su-vang falu, Hsziang-hszing falu, Nej-hszin falu, Csong-hszin falu, Tung-seng falu, Ta-jüan falu, Csia-tian falu, Ren-hua falu, Ren-tö falu, Csian-min falu, Tu-cseng falu, Tung-hszing falu, Ta-ming falu, Jung-lung falu, Ri-hszin falu, Hszi-rung falu, Csang-rung falu, Csin-cseng falu, Li-ren falu, Li-tö falu, Hszin-ren falu és Ruj-cseng falu.

## Oktatás

### Egyetem
- Hsziuping Műszaki Egyetem

### Középiskolák
- Cseng Kong gimnázium
- Nemzeti Tali Középiskola
- Tajcsung Megyei Tali gimnázium
- Ta ming gimnázium
- Csito taj gimnázium

## Turista látványosságok
- Tajcsungi angol és művészeti múzeum

## Közlekedés
- NH3 (209) - autópálya
- 3-as főút
- 63-as főút
- 74-es főút
- 129-es út